# Gunter Van Handenhoven
Gunter Van Handenhoven (Sint-Niklaas, 16 december 1978) is een Belgisch oud-voetballer van Congolese afkomst. Verder is hij bekend als de voormalige echtgenoot van model en presentatrice Ann Van Elsen en de broer van zangeres Sandrine. Sinds oktober 2022 is hij assistent-trainer bij KV Mechelen.

## Biografie
Gunter Van Handenhoven werd in 1978 geboren als de zoon van Hortense Kitume en Jan Van Handenhoven. Zijn Congolese moeder werd tijdens de Congolese Burgeroorlog bij haar familie weggehaald, mishandeld en als huisslaaf gebruikt. Op zestienjarige leeftijd werd zijn moeder verliefd op de 30-jarige Jan Van Handenhoven, een Belgische missionaris en tevens haar leerkracht Engels. Twee jaar later trouwde het koppel, waarna ze drie kinderen kregen: Sandrine, Gunter en Werner.

## Spelerscarrière

### KV Mechelen
Van Handenhoven sloot zich op jonge leeftijd in zijn geboortestad aan bij SK Sint-Niklaas. Als tiener verhuisde hij naar de jeugdopleiding van KV Mechelen. In het seizoen 1996/97 maakte hij net als generatiegenoten Tom Caluwé en Sven Vandenbroeck de overstap van de jeugd naar het eerste elftal. Op 14 september 1996 maakte de toen 17-jarige Van Handenhoven onder trainer Willy Reynders zijn competitiedebuut voor Mechelen.
Hij kwam in totaal drie keer in actie voor Mechelen, dat in het seizoen 1996/97 een heel jaar tegen de degradatie streed. Ondanks het ontslag van Reynders en de komst van Georges Heylens slaagden Van Handenhoven en zijn ploeggenoten er niet in om in de Eerste Klasse te blijven. Mechelen eindigde het seizoen met vijf opeenvolgende nederlagen en zakte rechtstreeks naar de Tweede Klasse.

### AA Gent
Van Handenhoven zelf degradeerde niet naar de tweede divisie, maar tekende in de zomer van 1997 een contract bij AA Gent. In het elftal van trainer Johan Boskamp kreeg hij regelmatig speelkansen. Op 20 december 1997 scoorde hij tegen Standard Luik (3–3) zijn eerste doelpunt op het hoogste niveau. Gent zou dat seizoen veilig in de middenmoot eindigen.

### FC Metz
Zijn doorbraak in de Eerste Klasse ging niet onopgemerkt voorbij. Na het seizoen 1997/98 kreeg Van Handenhoven de kans om bij de Franse eersteklasser FC Metz aan de slag te gaan. Na een overleg met trainer Boskamp, die hem aanraadde op de aanbieding in te gaan, trok de linkermiddenvelder naar Frankrijk.
In het team van trainer Joël Müller moest Van Handenhoven zich vooral tevreden stellen met een rol als invaller. Begin 2000 vroeg zijn vroegere trainer Boskamp of hij geïnteresseerd was in een transfer naar KRC Genk. Uiteindelijk bleef Van Handenhoven bij Metz.
In december 2001 blesseerde hij zich aan de rechterknie, waardoor hij zes maanden out was. Desondanks kreeg hij in het seizoen 2001/02 een contractverlenging tot 2005. Toen de club in 2002 naar Ligue 2 zakte, werd besloten om Van Handenhoven, die bij de Franse club een hoog loon had, te laten gaan. De middenvelder keerde vervolgens terug naar Gent.

### Terug naar Gent
Zijn terugkeer naar Gent was echter geen succes. De middenvelder kwam onder coach Jan Olde Riekerink amper aan spelen toe en vond dat hij tijdens zijn tweede verblijf in Gent te weinig steun kreeg van voorzitter Ivan De Witte en manager Michel Louwagie. Na het seizoen 2002/03 besloot Van Handenhoven om andere oorden op te zoeken.

### La Louvière
De 24-jarige middenvelder tekende in 2003 een contract bij bekerwinnaar La Louvière. In zijn eerste seizoen kwam hij onder coach Ariël Jacobs amper aan spelen toe wegens een blessure. Een jaar later groeide hij onder diens opvolger Albert Cartier uit tot een titularis. Van Handenhoven werd bovendien ook de aanvoerder van de Henegouwers. In de twee seizoenen dat hij voor de Wolven uitkwam, eindigde de club in de competitie twee keer in de top tien.

### Sporting Lokeren
In juni 2005 ruilde hij het in financiële moeilijkheden verkerende La Louvière in voor Sporting Lokeren. In zijn eerste seizoen voor de Waaslanders kwam het omkoopschandaal van de gokchinees aan het licht. Het tv-programma Panorama linkte zowel Van Handenhoven zelf als zijn ex-clubs La Louvière en FC Metz aan het schandaal. Van Handenhoven ontkende dat hij iets met het omkoopschandaal te maken had. Wel gaf hij toe dat hij samen met zijn ploeggenoten van La Louvière niet voluit was gegaan in een competitieduel tegen Lierse SK (7–0), maar dat dit was omdat ze al een poos geen loon meer hadden ontvangen van het bestuur.
Van Handenhoven kreeg een voorwaardelijke schorsing van zes maanden, die in december werd omgezet in een effectieve schorsing. De speler ging in beroep en kreeg in februari 2007 te horen dat zijn effectieve schorsing werd omgezet in een voorwaardelijke schorsing van een jaar.
Als een gevolg van de schorsing die Van Handenhoven boven het hoofd hing, verbrak Lokeren-voorzitter Roger Lambrecht zijn contract. Omdat zijn voorwaardelijke schorsing werd overgenomen door de KNVB, kon hij vervolgens niet tekenen bij RKC Waalwijk. In januari 2007 ging hij in de Derde Klasse aan de slag bij zijn ex-club Sint-Niklaas.

### Einde carrière
In juni 2007 verkaste hij naar Qatar, waar hij een speler werd van Al-Ahli. Hij werd bij de club verenigd met Piet Demol, de vroegere assistent van zijn ex-coach Johan Boskamp.
In 2008 keerde de 29-jarige Van Handenhoven terug naar België. Hij tekende een contract voor twee seizoenen bij KSV Roeselare. Door ernstig blessureleed kwam hij bij de eersteklasser amper aan spelen toe. Na het seizoen 2008/09 zei hij het profvoetbal vaarwel. Hij voetbalde nadien nog een jaar voor vierdeklasser KFCO Wilrijk. In mei 2010 zette hij een punt achter zijn spelerscarrière.

## Trainerscarrière

### RSC Anderlecht
In 2010 soliciteerde Van Handenhoven voor de job van U21-coach, in de plaats kreeg hij de U16 toegewezen. Daar coachte hij onder andere Leander Dendoncker en Selim Amallah. In diezelfde periode trainde hij in het Sint-Niklaasinstituut in Anderlecht ook talenten als Adnan Januzaj, Dennis Praet en Jordan Lukaku.
In 2012 werd hij teammanager bij RSC Anderlecht na het vertrek van José Garcia. In september 2019 werd hij ontslagen.

### KV Kortrijk
Half oktober 2021 werd Van Handenhoven aangenomen door KV Kortrijk als assistent van hun nieuwe hoofdtrainer Karim Belhocine. Ze kenden elkaar reeds van hun beider passage bij RSC Anderlecht.

## Persoonlijk leven
Van Handenhoven is de broer van zangeres en tv-presentatrice Sandrine Van Handenhoven. In juni 2008 trouwde hij in Gent met model en voormalig Miss België Ann Van Elsen. Het koppel kreeg twee jaar later een dochter. In 2012 gingen Van Handenhoven en Van Elsen uit elkaar.

## Statistieken
| Seizoen | Club            | Competitie      | Competitie | Competitie |
| Seizoen | Club            | Competitie      | Wed.       | Dlp.       |
| ------- | --------------- | --------------- | ---------- | ---------- |
| 1996/97 | KV Mechelen     | Eerste klasse   | 3          | 0          |
| 1997/98 | AA Gent         | Eerste klasse   | 17         | 2          |
| 1998/99 | FC Metz         | Ligue 1         | 12         | 1          |
| 1999/00 | FC Metz         | Ligue 1         | 17         | 0          |
| 2000/01 | FC Metz         | Ligue 1         | 17         | 0          |
| 2001/02 | FC Metz         | Ligue 1         | 12         | 0          |
| 2002/03 | FC Metz         | Ligue 2         | 2          | 0          |
| 2002/03 | AA Gent         | Eerste klasse   | 10         | 0          |
| 2003/04 | RAA Louviéroise | Eerste klasse   | 11         | 1          |
| 2004/05 | RAA Louviéroise | Eerste klasse   | 29         | 3          |
| 2005/06 | KSC Lokeren     | Eerste klasse   | 11         | 1          |
| 2006/07 | KSC Lokeren     | Eerste klasse   | 4          | 0          |
| 2006/07 | SK Sint-Niklaas | Derde klasse A  | 3          | 0          |
| 2007/08 | Al-Ahli SC      | Qatari League   |            |            |
| 2008/09 | KSV Roeselare   | Eerste klasse   | 10         | 0          |
| 2009/10 | KFCO Wilrijk    | Vierde klasse B | 21         | 0          |
| Totaal  | Totaal          | Totaal          | 179        | 8          |

## Televisie
In 2011 en 2012 werkte hij bij Sporting Telenet als lijnreporter. Hij verscheen ook een aantal keer als co-commentator. Sinds het voetbalseizoen 2020/21 werkte hij terug als lijnreporter voor Eleven Sports tot zijn aanstelling als assistent-trainer bij KV Kortrijk in oktober 2021.

## Trivia
- Van Handenhoven werd na zijn spelerscarrière doelman bij de veteranenploeg van SK Londerzeel.[26]